# Lucio Cereseto
Lucio Darío Cereseto (ur. 14 października 1983 w Rosario) – argentyński piłkarz pochodzenia włoskiego występujący na pozycji napastnika, od 2024 roku zawodnik włoskiego San Paolo Sassari.

## Kariera klubowa
Cereseto pochodzi z miasta Rosario i jest wychowankiem tamtejszego zespołu Newell’s Old Boys. W argentyńskiej Primera División zadebiutował jako dwudziestolatek, 19 września 2004 w wygranym 2:1 meczu z Argentinos Juniors. Już w swoim premierowym sezonie, Apertura 2004, wywalczył ze swoją drużyną tytuł mistrza kraju, jednak do końca rozgrywek nie rozegrał już ani jednego spotkania. Pierwszego gola w najwyższej klasie rozgrywkowej strzelił 15 maja 2005 w wygranej 2:1 konfrontacji z San Lorenzo. W 2006 roku wziął udział w pierwszym międzynarodowym turnieju w karierze, Copa Libertadores, odpadając z niego w 1/8 finału. Nie potrafiąc wywalczyć sobie miejsca w pierwszym składzie Newell’s, w lipcu 2006 odszedł do peruwiańskiego Coronelu Bolognesi z miasta Tacna, gdzie spędził pół roku bez większych sukcesów. Wiosną 2007 powrócił do ojczyzny, podpisując umowę z Argentinos Juniors z siedzibą w stołecznym Buenos Aires, w którego barwach rozegrał tylko jeden ligowy pojedynek.
Latem 2007 Cereseto zasilił drugoligowy Club Sportivo Ben Hur, z którym w sezonie 2007/2008 zanotował spadek na trzeci poziom rozgrywek. Sam pozostał jednak w Primera B Nacional, gdzie został piłkarzem Independiente Rivadavia. Tam spędził rok, będąc głębokim rezerwowym ekipy i tylko czterokrotnie wybiegając na ligowe boiska, po czym podpisał kontrakt z kolejnym drugoligowcem, San Martín de Tucumán, gdzie również nie potrafił wywalczyć sobie miejsce w pierwszym zespole. W styczniu 2010 przeszedł do trzecioligowego Deportivo Morón, którego barwy reprezentował z powodzeniem przez pół roku, dzięki czemu po raz kolejny wyjechał za granicę, tym razem do ekwadorskiego Deportivo Olmedo z miasta Riobamba. W tamtejszej Serie A zadebiutował 31 lipca 2010 w przegranym 0:2 spotkaniu z Barceloną SC, natomiast jedynego gola zdobył 14 sierpnia tego samego roku w zremisowanej 1:1 konfrontacji z Independiente José Terán.
Wiosną 2011 Cereseto wrócił do Argentyny, gdzie został graczem stołecznego Estudiantes de Buenos Aires, występującego w rozgrywkach trzeciej ligi argentyńskiej – Primera B Metropolitana. Po sześciu miesiącach przeszedł do innego trzecioligowca, Club Atlético Colegiales, gdzie od razu został kluczowym piłkarzem i najlepszym strzelcem ekipy, z dwunastoma trafieniami na koncie zostając jednym z najsukteczniejszych zawodników rozgrywek. Jego dobra forma zaowocowała transferem do drużyny Altamira FC z drugiej ligi meksykańskiej.